# Leptocaris ignavus
Leptocaris ignavus is een eenoogkreeftjessoort uit de familie van de Darcythompsoniidae. De wetenschappelijke naam van de soort is voor het eerst geldig gepubliceerd in 1953 door Noodt.